# Poliprotodonte
Em zoologia, chamam-se poliprotodontes aos mamíferos que têm mais de dois incisivos na mandíbula inferior, como os marsupiais americanos (em oposição aos cangurus e outros marsupiais australianos que são diprotodontes) e, em geral, na maioria destes animais.
Como os dentes são estruturas que se conservam facilmente, as suas características são muito importantes para identificar fósseis, em paleontologia e arqueologia. Os diferentes tipos de dentes dão igualmente informação sobre a filogenia das espécies.